# Charles Evans Hughes
Charles Evans Hughes (Glens Falls, New York, 11 april 1862 – Osterville, Massachusetts, 27 augustus 1948) was een Amerikaans jurist en staatsman. Hughes diende als gouverneur van de staat New York en als minister van Buitenlandse Zaken van de VS en was de elfde opperrechter van het Amerikaans Hooggerechtshof. In 1916 was Hughes de Republikeinse presidentskandidaat.

## Biografie
Hughes was de zoon van een dominee die vanuit Wales naar de Verenigde Staten was geëmigreerd. Hij genoot hoger onderwijs aan de Brown University en begon in 1882 rechten te studeren aan de Columbia University in New York. In 1884 studeerde hij af en begon hij zijn werkzaamheden als advocaat bij een advocatenbureau in New York. Hier ontmoette hij in 1885 Antoinette Carter, zijn latere echtgenote, die hem drie kinderen zou baren. Tussen 1884 en 1906 zou hij zijn beroep als advocaat afwisselen met dat van leraar rechten aan diverse universiteiten in New York.
In 1905 werd Hughes benoemd als lid van een commissie die corruptie bij de stedelijke gas- en elektriciteitsbedrijven onderzocht, waarbij hij de reputatie kreeg een onkreukbare integriteit te bezitten. In 1906 was hij de succesvolle kandidaat voor het gouverneurschap van de staat New York, een positie die hij tot 1910 bekleedde. In 1908 sloeg hij een aanbod van William Howard Taft af om als diens running mate aan de presidentsverkiezingen van 1908 mee te doen. Als gouverneur streed Hughes tegen corruptie in het staatsapparaat. Hughes voerde tevens hervormingen door op het gebied van arbeidersrechten en sociale zekerheid. In 1910 nam hij ontslag als gouverneur toen president Taft hem benoemde bij het Hooggerechtshof. Hughes diende zes jaar als rechter aan het hof, totdat hij in 1916 afstand deed van die positie om als de Republikeinse kandidaat deel te nemen aan de presidentsverkiezingen van dat jaar. Hij nam het bij deze verkiezingen op tegen de zittende president, Woodrow Wilson en hij verloor maar nipt, met 23 stemmen verschil in het kiescollege.
Na zijn verlies oefende Hughes zijn beroep van advocaat weer uit, totdat president Warren Harding hem in 1921 benoemde tot Secretary of State, oftewel minister van Buitenlandse zaken. Na Hardings overlijden in 1923 handhaafde president Calvin Coolidge hem in zijn positie. Als minister van Buitenlandse Zaken zat Hughes de Conferentie van Washington voor waar in 1922 als belangrijkste het Vlootverdrag van Washington uit voortkwam, waarbij de grotere mogendheden limieten overeenkwamen wat betreft de sterkte van hun respectievelijke zeestrijdkrachten. In 1925 verliet hij het State Department en keerde terug naar New York. Van 1924 tot 1929 was hij voorzitter van de American Society of International Law.
In 1928 nam Hughes zitting aan het Internationaal Hof van Justitie in Den Haag, maar al twee jaar later benoemde president Herbert Hoover hem tot opperrechter van het Amerikaanse Hooggerechtshof. Hughes' termijn als opperrechter was van bijzonder belang vanwege de Grote Depressie en de bijzondere maatregelen die de Democratische president Franklin Delano Roosevelt in het kader van zijn New Deal ondernam ter bestrijding van de Grote Depressie. Hughes, een conservatief van huis uit, steunde enkele van Roosevelts programma's, die daardoor met nipte meerderheden het fiat van het hof verkregen. Zoekend naar meer draagvlak voor de New Deal, ondernam Roosevelt pogingen om het aantal rechters van het Hooggerechtshof sterk uit te breiden, hopend op steun van de door hem te benoemen rechters, maar daarbij stuitte de president op hevig verzet van Hughes.
In 1941 nam Hughes afscheid van het Hooggerechtshof en op 27 augustus 1948 kwam hij in Osterville, Massachusetts te overlijden. Hughes werd 86 jaar oud.
John Jay (1789–1795) · John Rutledge (1795) · Oliver Ellsworth (1796–1800) · John Marshall (1801–1835) · Roger Taney (1836–1864) · Salmon Chase (1864–1873) · Morrison Waite (1874–1888) · Melville Fuller (1888–1910) · Edward Douglass White (1910–1921) · William Howard Taft (1921–1930) · Charles Evans Hughes (1930–1941) · Harlan Stone (1941–1946) · Fred Vinson (1946–1953) · Earl Warren (1953–1969) · Warren Burger (1969–1986) · William Rehnquist (1986–2005) · John Roberts (2005–heden)
Jefferson ·
Randolph ·
Pickering ·
Marshall ·
Madison ·
Smith ·
Monroe ·
Adams ·
Clay ·
Van Buren ·
Livingston ·
McLane ·
Forsyth ·
Webster ·
Upshur ·
Calhoun ·
Buchanan ·
Clayton ·
Webster ·
Everett ·
Marcy ·
Cass ·
Black ·
Seward ·
Washburne ·
Fish ·
Evarts ·
Blaine ·
Frelinghuysen ·
Bayard ·
Blaine ·
Foster ·
Gresham ·
Olney ·
Sherman ·
Day ·
Hay ·
Root ·
Bacon ·
Knox ·
Bryan ·
Lansing ·
Colby ·
Hughes ·
Kellogg ·
Stimson ·
Hull ·
Stettinius ·
Byrnes ·
Marshall ·
Acheson ·
Dulles ·
Herter ·
Rusk ·
Rogers ·
Kissinger ·
Vance ·
Muskie ·
Haig ·
Shultz ·
Baker ·
Eagleburger ·
Christopher ·
Albright ·
Powell ·
Rice ·
Clinton ·
Kerry ·
Tillerson ·
Pompeo ·
Blinken
- Bibsys: 90727078
- Biblioteca Nacional de Chile: 000087279
- Biblioteca Nacional de España: XX1313614
- Bibliothèque nationale de France: cb16122867j (data)
- CiNii: DA04133527
- Gemeinsame Normdatei: 118775219
- International Standard Name Identifier: 0000 0001 0950 7885
- Library of Congress Control Number: n79006704
- National Archives and Records Administration: 10583175
- Nationale bibliotheek van Australië: 35211804
- Nationale Bibliotheek van Israël: 987007275446205171
- Nationale Bibliotheek van Polen: a0000002358633
- Nederlandse Thesaurus van Auteursnamen: 070569770
- Réseau des bibliothèques de Suisse occidentale: 02-A003388657
- SNAC: w6bq0s7t
- Système universitaire de documentation: 078239788
- Trove: 867264
- Virtual International Authority File: 5726990
- WorldCat: E39PBJmTr4RKJT8fPxctgBBQMP